# Quebel
Quebel è stato un cavallo più volte vittorioso al Palio di Siena nel corso degli anni settanta. Nato nel 1969, venne soppresso dopo il Palio del 16 agosto 1979 in seguito ad una lussazione subita all'arto anteriore sinistro.

## Carriera
Cavallo castrone, di razza mezzosangue e dal manto roano della scuderia Savelli, esordì in Piazza del Campo nel 1974 con l'Istrice; fu il primo degli undici Palii corsi consecutivamente. Per il suo temperamento focoso non ebbe mai l'attenzione dei fantini di grande nome, ed in undici Palii corsi venne montato da ben nove fantini differenti.
La prima vittoria di Quebel arrivò nel caotico Palio del luglio 1976, che si rivelò essere, involontariamente, una replica delle antiche corse con i cavalli scossi. Alla seconda curva di San Martino tutti i fantini erano già tutti caduti sul tufo, con il solo Aceto a inseguire il gruppo dei cavalli senza più monta. Il fantino Antonio Zedde detto Valente, pur cadendo alla prima curva, come molti altri, era riuscito a lanciare Quebel in modo molto efficace: il cavallo si ritrovò infatti in prima posizione, e riuscì a vincere il Palio per i colori della Chiocciola.
La vittoria non garantì a Quebel la monta di fantini di spessore; già nel Palio successivo fu montato da Renato Monaco detto Grinta, fantino ancora inesperto. Quebel rimase scosso già dopo il primo Casato, ed il suo fantino si produsse in una precipitosa e rocambolesca fuga dalla Piazza.
Il 2 luglio 1977, andato in sorte alla Contrada di Valdimontone Quebel fu montato da Michele Bucci detto Randa. Randa, all'esordio nel Palio, partì imbottigliato ma riuscì a recuperare posizioni; cadendo tuttavia rovinosamente alla seconda curva di San Martino (e di lui resta celebre un'immagine colta dai fotografi appostati proprio a San Martino), ma nonostante ciò Quebel riuscì a proseguire bene la sua corsa. Il roano recuperò posizioni su posizioni pressando l'Aquila al primo posto con il potente Rimini montato dal fantino Pier Camillo Pinelli detto Spillo ( per altro allenatore di Quebel) fino a quando, alla terza curva di San Martino,Spillo, nel tentativo di chiudere la traiettoria interna a Quebel, urtava il colonnino rompendo l'azione di Rimini e allargandosi, lasciando pertanto spazio a Quebel che si portava prepotentemente in testa. Per il cavallo fu la seconda vittoria da scosso: un record eguagliato solamente da Benito e da Remorex.
L'irrequietezza ed il carattere aggressivo costarono a Quebel la nomea di cavallo di difficile monta; nelle corse regolari soffriva le gabbie, e nella stalla non erano infrequenti i suoi morsi a persone sgradite; preludio inequivocabile il repentino abbassarsi delle orecchie.
Quebel centrò la sua terza vittoria, la prima montato, il 4 luglio 1979. Fu un Palio emozionante e ricco di colpi di scena, che si concluse con una volata tra cinque contrade vinta appunto da Quebel montato da Francesco Congiu detto Tremoto, per la Contrada Priora della Civetta. Fu una vittoria paradossalmente meno netta delle due precedenti, nelle quali aveva realmente dominato la corsa da scosso.
Quebel tornò in Piazza del Campo il 16 agosto 1979 assegnato ancora alla Civetta, montato da Adolfo Manzi detto Ercolino. Dopo una "mossa" particolarmente lunga ed estenuante, l'accoppiata partì molto bene e riuscì a prendere la testa, che mantenne fino al secondo San Martino. Proprio in quel punto Quebel si infortunò gravemente, pur senza cadere, all'arto anteriore sinistro. L'infortunio si rivelò grave, e costrinse alla soppressione del cavallo; il riecheggiare di uno sparo fu l'inequivocabile segnale della morte di Quebel.

## Partecipazioni al Palio di Siena
Le vittorie sono evidenziate ed indicate in neretto.
| Palio          | Contrada     | Fantino                              |
| -------------- | ------------ | ------------------------------------ |
| 16 agosto 1974 | Istrice      | Lazzero Beligni detto Giove          |
| 2 luglio 1975  | Onda         | Adolfo Manzi detto Ercolino          |
| 17 agosto 1975 | Civetta      | Elio Tordini detto Liscio            |
| 2 luglio 1976  | Chiocciola   | Antonio Zedde detto Valente (scosso) |
| 16 agosto 1976 | Selva        | Renato Monaco detto Grinta           |
| 2 luglio 1977  | Valdimontone | Michele Bucci detto Randa (scosso)   |
| 16 agosto 1977 | Civetta      | Mauro Matteucci detto Marasma        |
| 3 luglio 1978  | Tartuca      | Leonardo Viti detto Canapino         |
| 16 agosto 1978 | Valdimontone | Michele Bucci detto Randa            |
| 4 luglio 1979  | Civetta      | Francesco Congiu detto Tremoto       |
| 16 agosto 1979 | Civetta      | Adolfo Manzi detto Ercolino          |